# Polizeiruf 110: Endstation
Endstation ist ein Fernsehfilm aus der Krimireihe Polizeiruf 110. Die 357. Folge innerhalb der Filmreihe Polizeiruf 110 wurde im Auftrag des MDR unter der Regie von Matthias Tiefenbacher produziert und am 29. Mai 2016 erstgesendet. Es ist der 6. Fall für die Magdeburger Ermittlerin Doreen Brasch und der erste Fall mit ihrem neuen Partner Dirk Köhler.
Der gewaltsame Tod eines Pflegekindes gibt dem Fernsehzuschauer tiefe Einblicke in das Gefühlsleben einer ihrem inneren Konfliktpotenzial nicht gewachsenen Pflegefamilie.

## Handlung
Das Pflegekind der Familie Schilchow, der 12-jährige Marco, fällt auf dem Heimweg von der Schule einem Totschläger zum Opfer. Hauptkommissarin Doreen Brasch übernimmt den Fall und kurz darauf stößt ihr neuer Kollege, Hauptkommissar Dirk Köhler, zum Team dazu. Ihnen kommen die Aussagen der fassungslosen Familienmitglieder intuitiv seltsam vor. Besonders der leibliche ältere Bruder des Getöteten, der in der gleichen Familie lebt, fällt durch ungezügelte Aggressionsausbrüche auf. Manuela Siebrecht, die eigentliche Mutter der beiden, eine labile Frau und Ex-Heroinabhängige, die erst seit wenigen Monaten clean ist, erleidet einen Nervenzusammenbruch und drängt sich anklagend in die Familientrauer-Szenerie. Als sie eines Tages doch wieder „zugedröhnt“ bei den Schilchows erscheint, rastet Sascha aus und schlägt seine Mutter derart zusammen, dass er von Brasch an Schlimmerem gehindert werden und  sie in die Klinik gebracht werden muss. Angesichts dieses Gewaltpotentials kommt er für Brasch durchaus als Täter in Betracht.
Als Marco aufgefunden wurde, hatte er eine goldene Uhr bei sich, die nachweislich aus einem Einbruch stammt. Dieser Spur folgend gelangen die Ermittler zu dem Kleinkriminellen Ingo Ratzke. Brasch beschuldigt ihn, Marco und seinen Bruder Sascha zu Diebstählen angestiftet zu haben. Eine Befragung Saschas in diese Richtung scheitert daran, dass er untergetaucht ist. In der Hoffnung, dass sich der Junge mit Ratzke in Verbindung gesetzt hat, suchen Brasch und Köhler ihn auf. In der Auseinandersetzung mit Ratzke wird Köhler schwer verletzt, sodass Brasch auf sich allein gestellt ist. Sie kommt dahinter, dass die Lösung, Sascha zu finden, bei den Schilchows liegt. Sie kommt gerade hinzu, wie Saschas Pflegemutter dabei ist, Blutspuren wegzuwischen und verstört berichtet sie der Kommissarin, dass sie Sascha dabei ertappt habe, wie er sich gerade Geld aus der Firmenkasse ihrer kleinen Wäscherei nahm. Als sie ihn aufhalten wollte, erfuhr sie von ihm, dass er seinem Bruder nur „ein wenig Vernunft einprügeln“ wollte, weil er wegen der Einbrüche zur Polizei gehen wollte. Er könne schließlich nichts dafür, wenn Marco das nicht aushalten konnte. Sascha begann auch sie zu schlagen und da hätte sie kurzerhand eine Rohrzange genommen, die auf einer der Waschmaschinen lag und mehrfach auf Sascha eingeschlagen. Herr Schilchow wird kurz danach festgenommen, als er gerade dabei ist, ein Loch für die Leiche von Sascha auszuheben.
Während der ganzen Zeit haben die Ermittler privat mit eigenen Problemen zu kämpfen. Doreen Brasch will ihren frisch aus der Strafanstalt entlassenen Sohn am Gefängnistor abholen. Doch dieser brüskiert sie mehrfach. Derart belastet muss sie akut auch noch mit dem freiwilligen Ausscheiden von Kriminalobermeister Mautz und dem neuen Kollegen Hauptkommissar Dirk Köhler – dem Ersatz für KHK Drexler – fertig werden. Das fällt ihr nicht leicht. Es kommt zu für beide Seiten unangenehmen zwischenmenschlichen Konflikten.

## Hintergrund

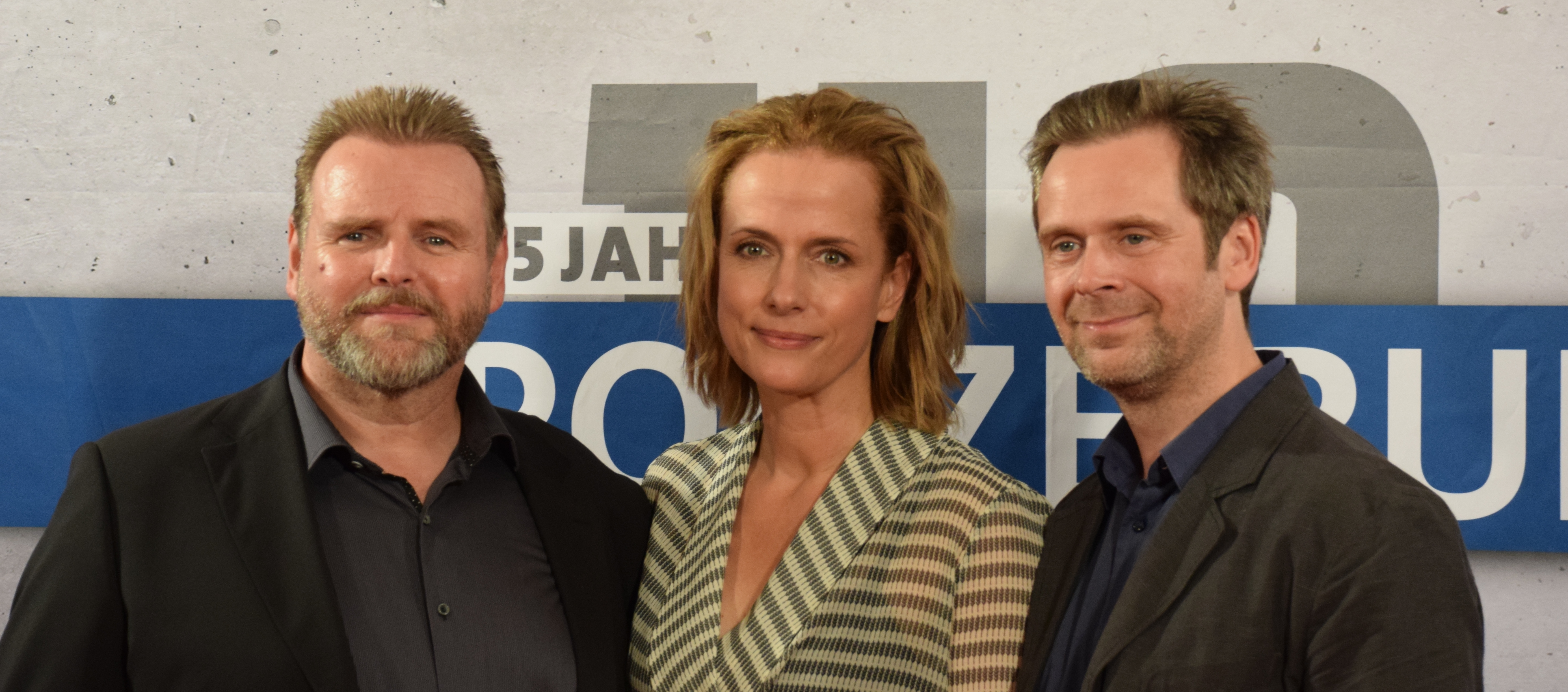
Felix Vörtler, Claudia Michelsen und Matthias Matschke bei der Preview von Endstation zum 45-jährigen Polizeiruf-110-Jubiläum

Der Film wurde vom 13. Oktober 2015 bis zum 15. November 2015 in Magdeburg gedreht.

## Rezeption

### Kritiken
„Gefrierbrand im Kleinbürgerglück: Wie kann dieser Tiefkühlkrimi aufwühlend sein, wenn alles so vorhersehbar fatal, oder genauer: so fatal vorhersehbar inszeniert ist. Regisseur Matthias Tiefenbacher […] inszeniert die Pflegefamilientragödie als allzu aufdringliches Elends-Patchwork, in der sämtliche Beteiligte in voller Lautstärke ihr Leiden in die Kamera schreien.“

„Dieser überdurchschnittliche „Polizeiruf“ bleibt spannend bis zum Schluss, mit ihm kann sich die Reihe zum 45. Geburtstag sehen lassen. Er erfindet den Sonntagabendkrimi nicht neu, aber er pflegt seine Tugenden.“

„klar und übersichtlich konstruiert und entwickelt sich zu einem packenden Familiendrama. Die Charaktere bekommen Konturen, die Risse im Familiengebäude der kleinbürgerlichen Wäschereibesitzer werden sichtbar, ohne dass dabei die Wer-war’s-Spannung von vornherein aufgegeben wird.“

„"Endstation" steht den Besten der Besten in Nichts nach. […] Plot und Atmosphäre (Kamera: Hanno Lentz) passen eins zu eins zusammen. […] Dirk und Doreen – daraus wird garantiert noch viel Schönes werden. In Magdeburg.“

### Einschaltquoten
Die Erstausstrahlung von Endstation am 29. Mai 2016 wurde in Deutschland von 7,58 Millionen Zuschauern gesehen und erreichte einen Marktanteil von 22,4 % für Das Erste.